# (7262) Sofue
(7262) Sofue est un astéroïde de la ceinture principale.

## Description
(7262) Sofue est un astéroïde de la ceinture principale. Il fut découvert le 27 janvier 1995 à Oizumi par Takao Kobayashi. Il présente une orbite caractérisée par un demi-grand axe de 2,27 UA, une excentricité de 0,26 et une inclinaison de 10,2° par rapport à l'écliptique.

## Compléments